# Diadelia griseola
Diadelia griseola là một loài bọ cánh cứng trong họ Cerambycidae.